# 按章工作
按章工作是工業行動的一種，指員工以不多於其僱員合約所規定的職責範圍，並完全依從安全指引之類的守則而不作任何變通的條件下工作，以達到減慢工作進度、降低生產率等令僱主有所損失的途徑來表達不滿的目的。這種工業行動一般被視為程度及影響性較罷工或停工緩和，還有按章工作較不易因此受到紀律懲罰。較明顯的按章工作例子有：診所護士拒絕接聽電話、巴士車長拒絕回答乘客的問題及高中教師拒絕為學生撰寫大學入學推薦信。

## 按章工作的行動
按章工作有時會有不同的詮釋──有的是只按僱員合約和工作指引內的字面意思去執行工作，例如一間工廠僱員合約規定員工一天內需完成指定數量的製成品，正進行按章工作的員工在完成該數量後，在不違反合約及工作指引下便立即停止工作；有的則是不按慣例做其他的工作，例如上述的診所護士拒絕接聽電話，因為這不是護士的職責範圍，但事實上診所護士很多時會被要求接聽求診者的電話。

## 其他按章工作目的
當僱員正對僱主採取法律行動時，很多時都表示僱主與僱員間的關係已決裂，但同時僱員又不得不繼續履行其僱員合約，這情況下大部分僱員都會選擇開始按章工作，這時的按章工作多會被視為惡意服從而不是跟僱主作抗爭。

## 文化
俄羅斯語及希伯來語等語言會將按章工作稱之為「義大利式罷工」（俄语：Итальянская забастовка），這是由於那些語言的使用者相信按章工作是源於意大利在1904年首次用作工業行動。而意大利原語為，即白色罷工之意。